# Суліменко Юрій Миколайович
Юрій Миколайович Суліменко (нар. 24 березня 1978, Кривий Ріг, УРСР) — український футболіст, універсал. Грав у вищих футбольних дивізіонах Казахстану, України, Білорусі і Литви, але більшу частину кар'єри провів у «Буковині» (Чернівці) та «Титані» (Армянськ).

## Життєпис
Вихованець криворізького футболу, перші кроки на професіональному рівні робив у командах «Спортінвест» і «Нива» (Бершадь). У 1998 році виїхав до Казахстану, де виступав за клуб вищого дивізіону «Шахтар» (Караганда) — 15 матчів (1 гол) у всіх турнірах.
У 2000 році став гравцем «Буковини». У сезоні 1999/00 років з командою завоював путівку в першу лігу, а в сезоні 2001/02 років став найкращим бомбардиром команди. Після чого отримав запрошення від клубу вищої ліги: «Ворскла», проте закріпитися в цьому клубі і стати основним гравцем йому не вдалося — 12 матчів у всіх турнірах.
Кар'єру продовжив в сусідній країні, а саме в Білорусі. Протягом півтора років виступав за «Гомель», з яким ставав чемпіоном країни. У їх складі провів 29 матчів (5 голів) у чемпіонаті та 4 поєдинки (1 гол) у кубку. У 2005 році зіграв 11 матчів (1 гол) у вищій лізі Литви за клуб «Шилуте», а перед цим зіграв в кубкових протистояннях за «Каунас».
Потім кар'єру продовжив у клубах другої ліги України: «Гірник» (Кривий Ріг) та «Кривбас-2». У сезонах 2006/07 і 2007/08 років виступав в команді «Титан» (Армянськ), де ставав призером другої української ліги. Професіональну кар'єру завершив у 2008 році, вже в добре йому знайомому клубі «Гірник» (Кривий Ріг) та після цього подальше його футбольне життя була пов'язана вже виключно з аматорськими командами.

## Досягнення
«Буковина» (Чернівці)
- Друга ліга України
  -  Чемпіон (1): 1999/00

- Найкращий бомбардир команди сезону: 2001/02 (19 голів)

«Гомель»
- Білоруська футбольна вища ліга
  -  Чемпіон (1): 2003

- Кубок Білорусі
  -  Фіналіст (1): 2003/04

«Титан» (Армянськ)
- Друга ліга України
  -  Срібний призер (1): 2007/08
  -  Бронзовий призер (1): 2006/07